# 梁家訓
梁家訓（Kevin Alexander Leon，1966年12月10日—，亦稱為Kevin de León）， 是一位美国政治家，自2020年起担任洛杉矶市议会第14 区议员。 作为民主党成员，他是2022年洛杉矶市长选举的候选人。在2020年加入洛杉矶市议会之前，他是加州大学洛杉矶分校拉斯金公共事务学院（Luskin School of Public Affairs）的教授、高级分析师和傑出常驻政策制定者；以及南加州大学南加州大学施瓦辛格研究所（USC Schwarzenegger Institute）的气候、环境正义和健康杰出研究员。